# 徳島県道173号阿南停車場線
徳島県道173号阿南停車場線（とくしまけんどう173ごう あなんていしゃじょうせん）は、徳島県阿南市を通る一般県道である。

## 概要
JR四国牟岐線阿南駅から徳島県道130号大林津乃峰線に至る。

### 路線データ
- 起点：阿南市富岡町今福寺（JR四国牟岐線 阿南駅）
- 終点：阿南市富岡町南向（徳島県道130号大林津乃峰線交点）
- 距離：0.447 km[1]

## 歴史
- 1972年（昭和47年）3月10日 - それまでの阿波富岡停車場線を変更、徳島県道173号阿南停車場として認定され現在に至る。

## 地理

### 通過する自治体
- 徳島県
  - 阿南市

### 交差する道路
| 交差する道路              | 交差する場所 | 交差する場所 |
| ------------------------- | ------------ | ------------ |
| 徳島県道130号大林津乃峰線 | 富岡町南向   | 終点         |

### 沿線
- JR四国牟岐線 阿南駅

## ギャラリー

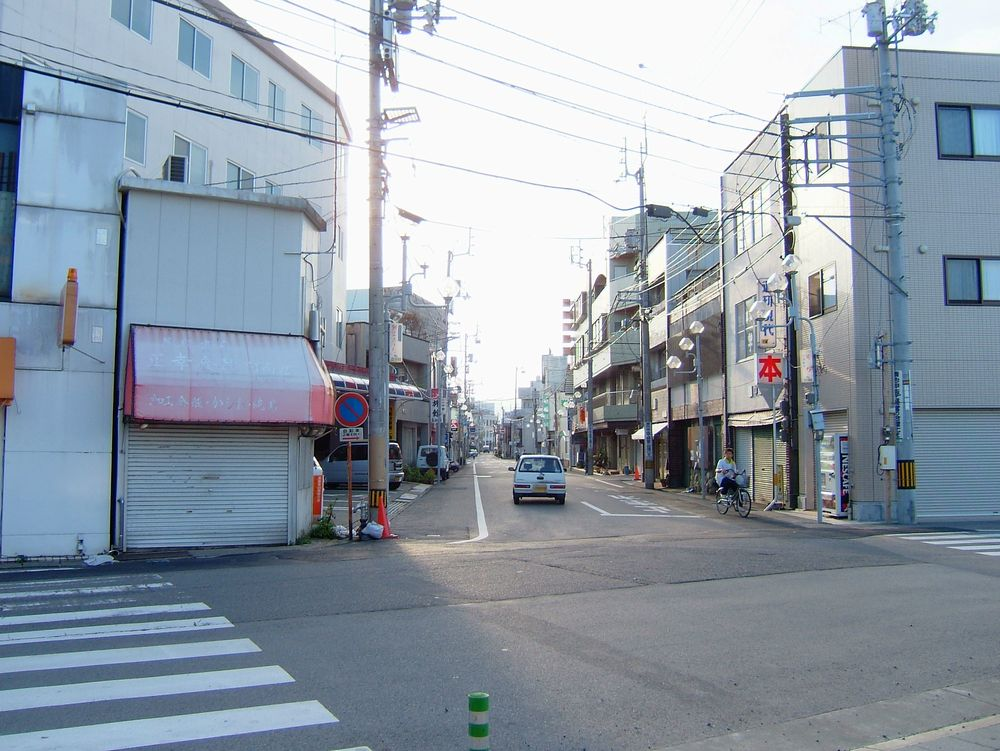
起点の場所 阿南市富岡町
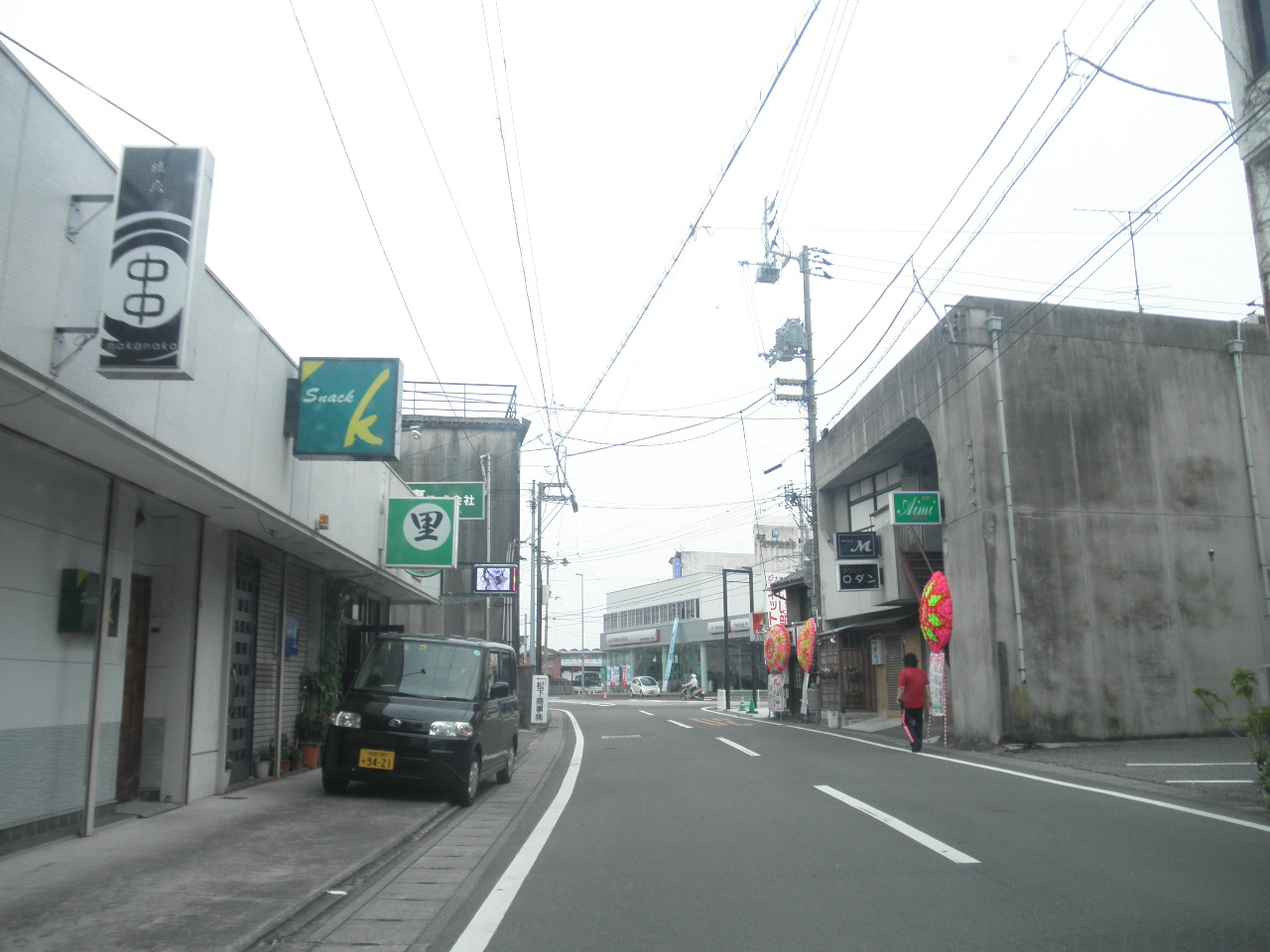
阿南市富岡町字南向
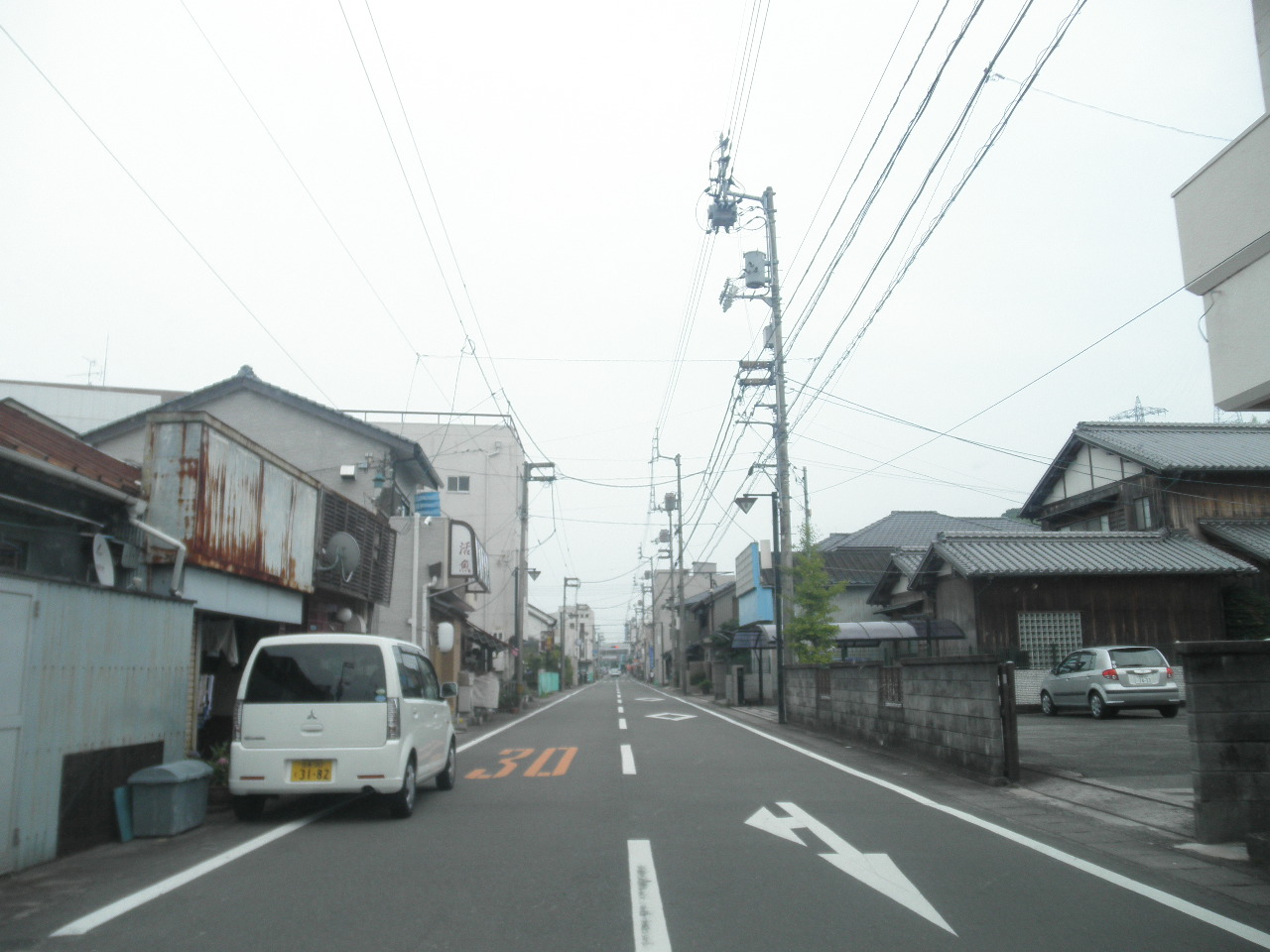
阿南市富岡町字あ口
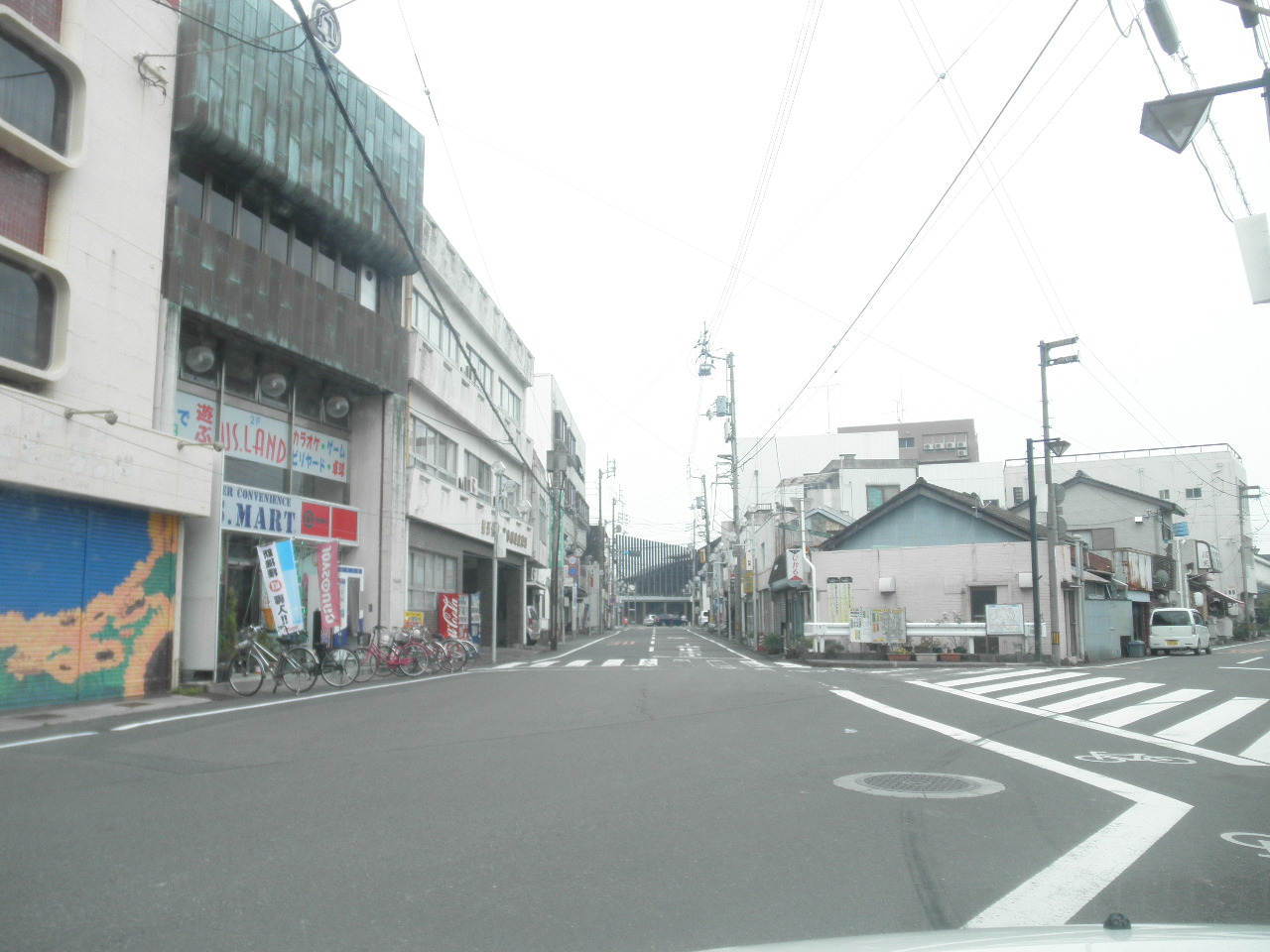
阿南市富岡町字今服寺
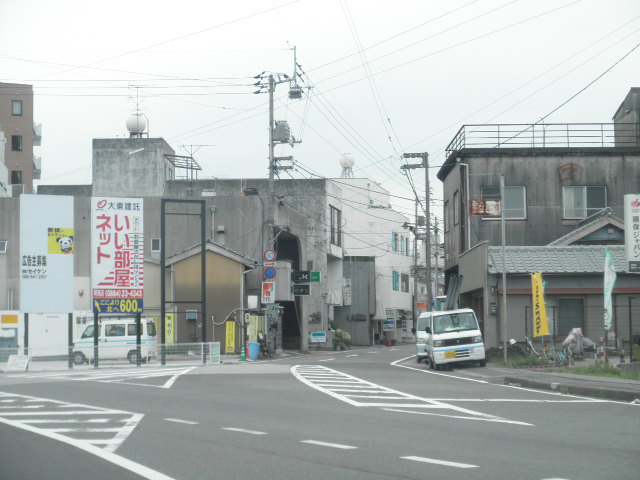
終点の場所 阿南市富岡町字南向